# Memento
|  | Per a altres significats, vegeu «Memento (desambiguació)». |

Memento és un thriller psicològic escrit i dirigit per Christopher Nolan, segons el relat Memento Mori del seu germà Jonathan. Ha estat doblat al català.
El protagonista n'és Guy Pearce, que interpreta el paper de Leonard Shelby, un antic investigador de fraus d'assegurances que cerca l'home que creu va violar i assassinar la seva dona en un robatori a casa seva. Leonard pateix amnèsia anterògrada, a causa d'un greu traumatisme craneal provocat durant l'atac a la seva dona, que fa que el seu cervell sigui incapaç d'emmagatzemar records nous. Per a poder sortir-se'n utilitza un sistema de notes, fotografies i tatuatges per a enregistrar informació sobre ell mateix i sobre els altres, incloent-hi l'assassí de la seva dona. L'ajuden en la seva investigació Teddy (Joe Pantoliano) i Natalie (Carrie-Anne Moss), en cap dels quals no pot confiar.

## Argument
Memento és la història de Leonard, que va patir un trauma cerebral que li va causar amnèsia anterògrada. Leonard és incapaç d'emmagatzemar nous records, tanmateix, posseeix memòria sensorial i recorda com realitzar les accions quotidianes. Per "recordar" els esdeveniments de la seva vida crea un sistema usant fotos instantànies per tenir un registre de la gent amb la qual es relaciona, on s'allotja i altres elements bàsics per al desenvolupament de la seva vida. A més de les fotografies, també pren notes i es tatua pistes de l'assassí de la seva esposa, de vegades massa ambigües. Leonard busca venjar-se de l'home que va violar i assassinar la seva dona, i que li va provocar la seva malaltia, alhora que se sent culpable per no haver cregut en Sammy, un altre personatge que va patir el seu mateix problema.
Els temes principals de la pel·lícula són la naturalesa de la memòria, la identitat, el temps, el record inconnex, la realitat, la manipulació i la revenja.

## La història en ordre cronològic
Cronològicament parlant la història comença amb Leonard en una habitació de motel. Manté una conversa telefònica amb un interlocutor desconegut a qui conta la història de Sammy Jankis. Leonard era un investigador de frau d'assegurances i un dels casos era el d'un home anomenat Sammy Jankis que sofria amnèsia anterògrada. Leonard va investigar el cas de Jankis i va determinar que la seva malaltia no era física, sinó psicològica i, per tant, exempta de qualsevol cobertura d'assegurança.
Segons Leonard, l'esposa de Jankis, diabètica, també va creure que la malaltia del seu marit era psicològica i que podria ajudar-lo a deslliurar-se d'ella. La Sra. Jankis cada vegada es va anar exasperant més amb la conducta del seu marit fins que va decidir prendre una decisió dràstica. Li va demanar al seu marit repetides vegades que li subministrés la seva injecció d'insulina, esperant que el seu marit fos capaç de superar la seva condició. Sammy, incapaç de recordar els seus actes després de passats uns quants minuts, va continuar punxant la seva dona, assumint tranquil·lament que era l'"hora de la injecció".
La dona va entrar en coma i va morir d'hipoglucèmia severa i Sammy no podia entendre què havia passat amb la seva dona, desesperant-se quan aquesta es desmaia.
Segons la història de Leonard al telèfon, una nit, un violador va entrar a casa de Leonard, va violar la seva esposa i després la va assassinar. Leonard va despertar i va lluitar contra un home emmascarat. Entretant un altre assaltant el pren per sorpresa. Un cop al cap li va provocar amnèsia anterògrada, quedant clar que la seva malaltia és neuropsicològica a conseqüència del cop. És a dir, la causa dels seus problemes de conducta, per la pèrdua de la memòria de records nous, és resultat que el cop va afectar el cervell, en específic, el lòbul temporal.
Poc després Leonard suposadament va conèixer Teddy, que segons les seves pròpies paraules va ser assignat per investigar la mort de l'esposa de Leonard. També segons Teddy, ell i Leonard van formar equip per a trobar l'assassí de la seva esposa: Un home anomenat John G.

Estructura de la pel·lícula.

Passa una quantitat de temps indeterminada i Teddy troba Leonard al motel on està allotjat. Els dos van a un magatzem abandonat on Leonard mata a un home anomenat Jimmy Grants pensant que ell és l'assassí de la seva esposa. Després agafa la roba de Jimmy i més tard el seu cotxe. Durant un diàleg amb Teddy, Leonard descobreix que ha estat manipulat per matar un home que Teddy volia mort. En aquest moment Teddy revela que Leonard és el vertader assassí de la seva esposa via sobredosi d'insulina. Segons el relat de Teddy, Sammy era en realitat un farsant que no tenia esposa. A més afegeix que l'esposa de Leonard va sobreviure a la violació, que era ella la que necessitava les injeccions d'insulina i que va ser Leonard el que involuntàriament va matar a la seva esposa.
Segons Teddy, Leonard ja havia matat el vertader segon assaltant. Teddy afirma que inicialment va sentir pena per Leonard i li va permetre consumar la revenja sobre l'home que va violar la seva esposa, que segons Teddy va ser Jimmy; en última instància, Leonard el va assassinar únicament a causa de les instigacions de Teddy. Abans que Leonard pugui oblidar el que Teddy acaba de revelar-li (és a dir, que ja ha matat l'assassí de la seva esposa) escriu "No et creguis les seves mentides" a la foto Polaroid de Teddy; tant si Teddy està mentint com si no, Leonard decideix no escoltar-lo.
Aquesta revelació destaca la crucial ambigüitat de la pel·lícula: O Leonard està mentint-se a si mateix tot el temps, inventant-se a Jankis i la seva amnèsia per amagar una horrible veritat, o bé és Teddy el que està mentint a Leonard.
Leonard decideix finalment matar Teddy (la seva següent nota és tatuar-se la matrícula de "John G." -en realitat la matrícula de Teddy- al seu cos). Leonard conclou que tot el món s'enganya i que l'única diferència és que ell està (momentàniament) assabentat del seu autoengany. Quan arriba a la botiga de tatuatges ja ho ha oblidat tot, llegeix la nota i entra a fer-se un nou tatuatge. (Aquest és el final de la pel·lícula, però la història continua).
Més endavant, Leonard es guia erròniament per una nota de la xicota de Jimmy Grant, Natalie. Ell va al bar on ella treballa i li parla sobre la seva malaltia. Una vegada que ella comprova que no està mentint inicia un pla per fer que Leonard es desfaci d'un home anomenat Dodd.
Leonard és enganyat per perseguir Dodd; tanmateix Dodd el troba primer, creient que Leonard té els diners de Jimmy Grants, que és al seu torn el xicot de Natalie. En cert moment de la persecució, Leonard s'oblida que Dodd està intentant matar-lo i després de ser disparat (una altra vegada) corre cap a l'habitació del motel de Dodd, on li para una emboscada. Quan Dodd torna, Leonard l'emmordassa i el tanca a l'armari. Aviat oblida per què ho ha fet i li entra el pànic. Truca Teddy i decideixen posar Dodd en un cotxe, amb el qual aparentment surt de la ciutat.
Quan Natalie sent que se n'ha encarregat de Dodd, demana a un amic que descobreixi a qui pertany la matrícula que porta tatuada. Leonard descobreix que és la matrícula del cotxe de Teddy. El vertader nom de Teddy és John Edward Gammel (com John G). Leonard porta a Teddy al magatzem abandonat on havia matat Jimmy Grants feia pocs dies, agafa una pistola, li dispara i fa una fotografia del seu cadàver.

## Personatges

### Leonard Shelby
Leonard Shelby, el personatge principal, és interpretat per Guy Pearce. Després de l'assassinat i violació de la seva esposa sofreix d'amnèsia anterògrada. Usa notes, fotografies i tatuatges per substituir la memòria que li falta. Registra pistes per trobar l'assassí de la seva dona perquè espera obtenir revenja. Tanmateix, la pel·lícula també planteja la possibilitat que ja ho ha fet, però sense poder recordar-ho. Arriba fins i tot a destruir la possible evidència.
Qualsevol fet anterior a l'escena inicial de l'habitació de motel, la investigació de Sammy Jankis i la violació i assassinat de la seva dona, són coneguts pel públic només mitjançant la narració del mateix Leonard. És un exemple clàssic de narrador no fiable.

### Teddy
El personatge de Teddy està interpretat per Joe Pantoliano. A través de la pel·lícula, les accions de Teddy posen en qüestió la seva credibilitat. Encara que actua com si fos amic de Leonard, utilitza la seva malaltia en el seu profit. Malgrat que mai no intenta fer mal a Leonard físicament, utilitza molts trucs psicològics per manipular-lo. Afirma haver ajudat inicialment Leonard a perseguir el vertader responsable. Posteriorment, Leonard va decidir cremar la foto Polaroid on es mostra aquest fet.

### Natalie
Natalie està interpretada per Carrie-Anne Moss. Es fa amiga de Leonard i el manipula per deslliurar-se de Dodd, un home que pretén recuperar un gran munt de diners, sense quedar aclarit sobre qui creu ell que ha de recaure la responsabilitat. La seva relació amb Leonard, és tanmateix la més complexa de la pel·lícula. En qualsevol cas, després que Leonard l'ajudi a deslliurar-se de Dodd, ella l'ajuda a trobar l'home que Leonard pensa que va matar la seva esposa. És aquí on la pel·lícula usa un estratagema cap als espectadors, ja que igual com Leonard no pot recordar els esdeveniments recents, però pot recordar coses que han ocorregut en un passat més llunyà, els espectadors tendeixen a recordar Natalie en el seu aspecte més viciós i manipulador (ja que aquestes escenes són mostrades més tard a la pel·lícula, però primerament en l'ordre cronològic de la seva relació amb Leonard), mentre que els records de la seva simpatia i ajuda final tendeixen a desdibuixar-se de la memòria del públic.

### Sammy Jankis
Sammy és interpretat per Stephen Tobolowsky. Abans de l'accident Sammy era un dels clients de la companyia d'assegurances on treballava Leonard i sofria d'amnèsia anterògrada. Leonard va concloure, de manera errònia, que la malaltia de Sammy era exclusivament d'índole psicològica de demència mental i no podia ser coberta per l'assegurança en no ser provocada físicament. La malaltia de Sammy i la negativa de la seva esposa a creure en ella li causen la mort. La revelació de Teddy al final de la pel·lícula qüestiona la validesa dels records de Leonard respecte a la mort de l'esposa de Sammy, o fins i tot sobre si realment Sammy tenia una esposa o fins i tot amnèsia.
Sammy Jankis seria un personatge real, però Leonard no s'adona que quan parla d'ell, en realitat està projectant la seva pròpia història en Sammy. En un fragment de la pel·lícula on Sammy és assegut en una asil psiquiàtric, un home passa per davant d'ell i quan amb prou feines ha passat podem veure Leonard assegut allà en lloc de Sammy durant menys d'un segon.

### Sra. Jankis
El personatge de la Sra Jankis està interpretat per Harriet Sansom Harris. Mor d'una sobredosi d'insulina després de manipular el seu marit perquè li administri diverses vegades la seva injecció. Va poder fer això esperant que el seu marit es recuperés de la seva malaltia o potser perquè estava poc disposada a viure amb la nova condició del seu marit. Tanmateix, Teddy revela, pel que sembla veraçment, que Sammy no tenia esposa i que en tot cas els records de Leonard respecte a la Sra. Jankis fan referència a la seva pròpia esposa. La pel·lícula mai no especifica clarament quina és la realitat.

### Burt
Burt és interpretat per Mark Boone Junior. És un empleat del motel on Leonard roman la major part de la pel·lícula. És imparcial i mancat de motius per manipular Leonard. És molt sociable i agrada entaular conversa amb Leonard, però en diverses ocasions el fa repetir l'explicació de la seva falta de memòria, encara que acaba demanant disculpes. Aquest personatge no ofereix gaire informació i es podria pensar que a tota hora és honest. En cert moment que Leonard li agraeix la seva sinceritat, Burt agrega "de tota manera no ho recordarà" i el mateix Leonard li diu que "porta la sinceritat massa lluny". Tanmateix, almenys diu una mentida o veritat a mitges. Leonard abandona l'hotel i marxa a la trobada de Jimmy per matar-lo, després és persuadit per Teddy i s'allotja novament al mateix hotel. En aquesta segona ocasió Burt li lloga una habitació al tercer pis per allunyar-lo, ja que el negoci no marxa bé i la condició de Leonard el fa estrany.
Després passa que Leonard arriba a l'hotel sense claus i Burt el condueix a l'habitació que primerament li havia llogat (al primer pis), és en aquell moment que Leonard pregunta a Burt a quantes habitacions ha estat llogant i aquest respon que "dos... fins ara". Tanmateix quan Leonard pregunta quant temps el porta llogat li diu "un parell de dies" que és realment el temps que porta llogat al tercer pis, de manera que no li va dir quant de temps en total portava a l'hotel.